# Smart Toy
Als Smart Toy (zu Deutsch auch intelligentes Spielzeug) bezeichnet man ein Spielzeug, welches durch die Nutzung von Informationstechniken erweitert wird (Smartes Objekt) und meist über eine Künstliche Intelligenz verfügt. Spielzeuge, die Teil des Internet der Dinge sind, werden auch als Connected Toy bezeichnet und der Markt der Connected Toys als Internet of Toys (kurz auch IoToys). Spielzeug, das auch die Websuche und die Funktionssteuerung über eine Spracheingabe sowie die Ausgabe von Informationen über einen Lautsprecher zulässt, ist zugleich auch ein Smart Speaker und ein intelligenter persönlicher Assistent, der die Daten durch Sprachsynthese verarbeitet.
Spielzeug, das durch die Nutzung von Informationstechniken zu einem Computerspiel wird oder als Grundlage für dieses dient, wird auch als Toys-to-life bezeichnet.

## Technik
Moderne Smart Toys nutzen Mikroprozessoren, Mikrocontroller und Datenspeicher und verfügen über mehrere Schnittstellen wie USB, WLAN, NFC oder Bluetooth für eine Datenübertragung mit anderen Geräten wie einem Personal Computer, einem Smartphone oder der Cloud. Sie verfügen über eine eigene Software in Form einer Firmware, die gegebenenfalls durch einen dieser Schnittstellen aktualisiert oder bearbeitet werden kann. Teilweise lassen sich Daten auch durch ein Computer-Programm oder eine mobile App auslesen und anpassen.
Moderne Smart Toys verfügen außerdem meist über eine Stimmliche Benutzerschnittstelle sowie einen Lautsprecher und sind durch eine Sprachsynthese zur Spracherkennung- und Auswertung fähig. Auch eine Gestenerkennung und Bilderkennung sowie die Funktion Fotos und Videos mit einer Webcam aufzunehmen, kann verbaut sein. Des Weiteren verfügen einige Smart Toys über mehrere Sensoren wie einen Beschleunigungssensor, einen Gyroskopsensor oder ein GPS-System.
Moderne Smart Toys sind oft programmierbar und konfigurierbar. Die Elektronische Datenverarbeitung wird in Smart Toys durch eine Künstliche Intelligenz übernommen. Smart Toys verfügen teilweise über die Möglichkeit der Identifikation von Personen und Gegenständen. Ebenfalls verfügen sie auch nicht selten über programmierte mechanische Bewegungen und Gesten wie das Bewegen der Augen. Als Force Feedback wird eine haptische Rückmeldung durch das Spielzeug bezeichnet.

## Einsatz
Smart Toys sind vor allem ein Kinderspielzeug, das überwiegend für die Unterhaltung des Kindes, aber auch als Lernumgebung eingesetzt wird. Das Spielzeug kann beispielsweise dem Kind Geschichten erzählen, dem Kind Informationen mitteilen und erfragen, Dialoge mit ihm führen, ihm Mediendaten zeigen oder das Kind zum Spielen auffordern. Einen weiteren eigenen Markt stellen das intelligente Sexspielzeug und Tierspielzeug dar.

## Geschichte

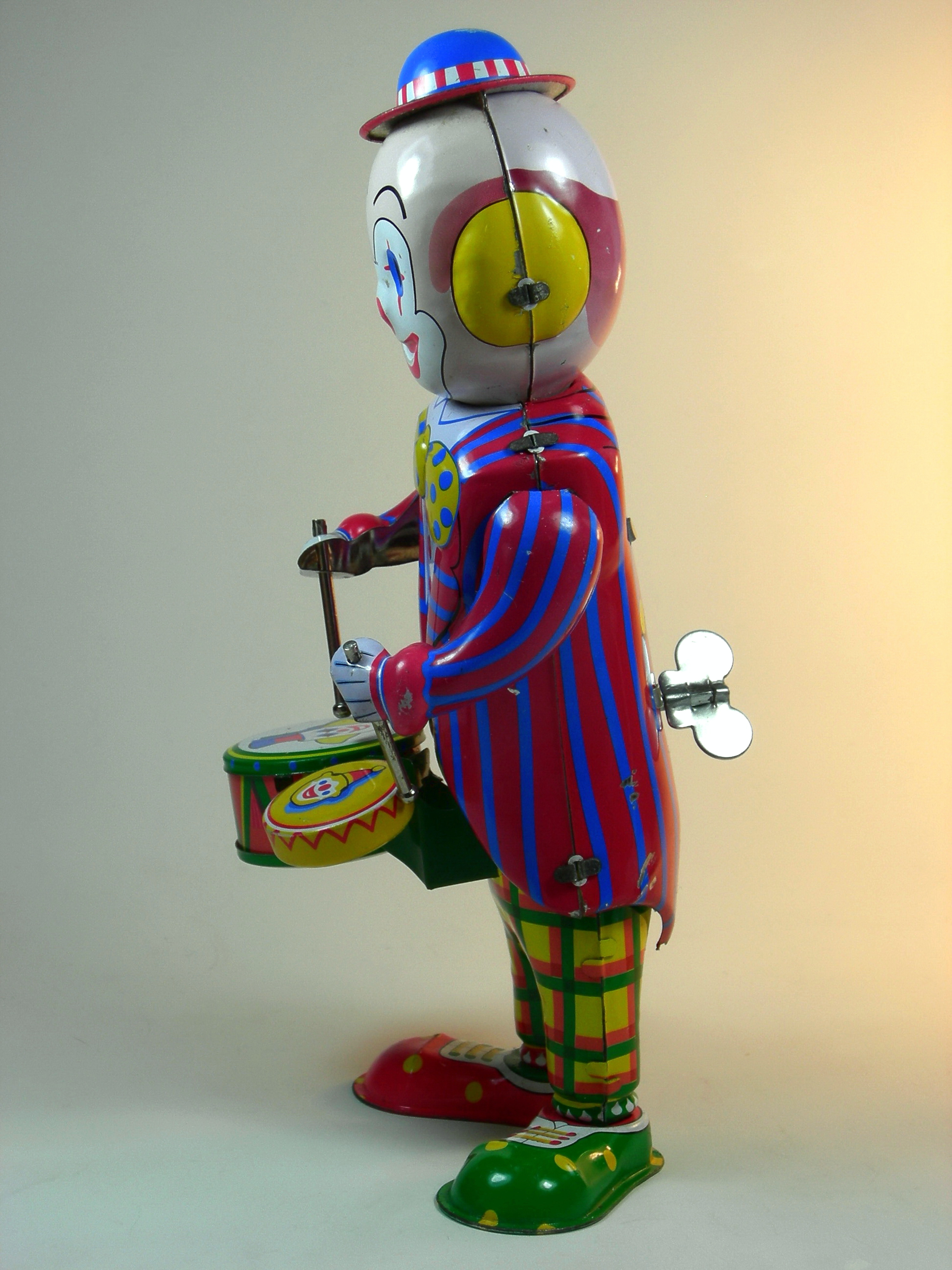
Beispiel für ein mechanisches Spielzeug: Beim Drehen des Zahnrades spielt der Clown auf der Trommel.

Als Vorläufer von Smart Toys können Spieluhren und frühe Automaten wie der Schachtürke angesehen werden. Daraus entwickelte sich später mechanisches Spielzeug mit einem Elektromotor und das Aufziehspielzeug, das in der Lage ist, durch das Spannen einer Spiralfeder durch einen Federwerkmotor, einem Gummiband durch einen Gummimotor oder Drehen an einem Zahnrad, einen Ton oder eine Bewegung von sich zu geben. Daraus entwickelten sich auch Animatronic-Figuren, die zum Beispiel in Filmen und Freizeitparks eingesetzt wurden. Aufziehspielzeuge sind in Europa seit dem 15. Jahrhundert bekannt und wurden erstmals in Frankreich und Deutschland hergestellt.
In den 1960er- und 1970er-Jahren wurden Spielzeugfiguren beliebt, die über eine eigene Sprachausgabe verfügten. Vor allem der Spielwarenhersteller Mattel brachte hierbei mehrere Modelle auf den Markt. Durch das Aufkommen der Mikroprozessor-Technologie in den 1970er-Jahren gab es auch erste Spielzeuge, die den Charakter eines Lerncomputer hatten, wie zum Beispiel das Kinder-Telefon. Seitdem wurde mechanisches Spielzeug vermehrt durch elektronisches Spielzeug ersetzt.
Im Jahr 1998 bildeten Mattel und Intel einen Joint Venture, um die Entwicklung von Smart Toys zu fördern, und gründeten das Smart Toy Lab in Portland, das später zu dem Unternehmen Digital Blue wurde.

Furby, ausgestellt im Museum Angewandte Kunst, Frankfurt am Main

Spielzeuge wie Furby und Baby Born entstanden um die Jahrtausendwende und wirkten vor allem durch ihre Sprachausgabe sowie durch Mimik und Gestik lebendiger.
Der Begriff wurde durch das Aufkommen smarter Technologien im 21. Jahrhundert und dem damit verbundenen Netzausbau und der Entwicklung der künstlichen Intelligenz populär.
Im Herbst 2015 erschien die Hello Barbie-Puppe der Barbie-Reihe von Mattel in den USA. Sie verfügt über ein Mikrofon im Kopf und ermöglicht den Eltern das Abrufen von Audiodateien, die über WLAN in eine Cloud geschickt werden und mit Hilfe einer Mobile App aufgerufen werden können. Die Software ToyTalk bildet den Sprachassistenten, der mit dem Kind kommuniziert und aus den Gesprächen lernen soll. Die Kundgabe der persönlichen Daten des Kindes an die Eltern wurde kritisch angesehen, da elterliche Überwachung wichtig ist, aber anderseits das Kind unbewusst ausspioniert wird. Außerdem kamen erstmals größere Fragen an den Datenschutz von Smart Toys, die mit dem Internet verbunden sind, auf. Dies führte dazu, dass die Puppe von Digitalcourage den Big Brother Award für schlechten Datenschutz bekam und mehrere Kampagnen sich gegen den Vertrieb einsetzten. Zur selben Zeit erschien auch der CogniToy-Dinosaurier. Im Februar 2019 wurde die Hello Barbie-Puppe von Apple übernommen.
Die Puppe My Friend Cayla wurde im Jahr 2017 von der Bundesnetzagentur aufgrund von mangelndem Datenschutz in Deutschland verboten und vom Markt genommen.
Toys-to-life wurden durch Reihen wie Skylanders, Amiibo, Disney Infinity und Lego Dimensions in den 2010er-Jahren beliebt.
Aktuellen Smart Toys mangelt es vor allem, wie allgemein bei KI-Anwendungen, an emotionaler Intelligenz, was das Spielzeug kalt, künstlich und empathielos wirken lässt.

## Kritik

### Datenschutz und Sicherheit

#### Allgemeine Bedenken und mangelnder Jugendschutz
Dadurch, dass moderne Smart Toys häufig mit dem Internet verbunden sind und Daten übertragen werden, bestehen Bedenken zum Datenschutz und Gefahren für die Privatsphäre. Besonders bedenklich ist hierbei die junge Zielgruppe, die sich meist nicht einmal über die Bedeutung ihrer Daten bewusst ist. Die Daten können potenziell durch einen Hackerangriff abgerufen und veröffentlicht werden und werden meist auch an Dritte weitergeben. Ein weiteres Problem ist die Datenspeicherung über einen längeren Zeitraum. Bei der Hello Barbie-Puppe zum Beispiel werden die Gespräche zwei Jahre gespeichert.
Zudem könnten Pädophile Kinder durch mangelnden Schutz beobachten, abhören, bedrohen oder ihnen auflauern. Ein Hacker könnte so zum Beispiel durch den Onkeltrick das Vertrauen eines Kindes gewinnen. Die Speicherung von Daten wie persönlichen Informationen, Sprachmitteilungen, Bildern und Videos, Unterhaltungen und Chat-Verläufen, Bewegungsmustern, dem Internetverlauf, dem Standort und IP-Adressen sieht das FBI als durchaus bedenklich an und sieht darin eine potenzielle Gefahr für Kindesmissbrauch und Identitätsdiebstahl. Die Stiftung Warentest stellte im Jahr 2017 fest, dass die meisten Smart Toys unzureichend geschützt sind. Weitere Gefahren durch Smart Toys sieht die Stiftung Warentest in der ungewollten Fernsteuerung des Spielzeugs, dem Tracking der Person, Werbung, und der Weitergabe an Finanzinstitute und Wirtschaftskonzerne.

#### Schutzmaßnahmen
Um die Daten zu schützen, wird den Eltern geraten, nicht zu viele persönliche Daten anzugeben, keine häufig verwendeten Passwörter zu verwenden, das Produkt vorher genau zu prüfen und den Zugang zum Internet möglichst zu vermeiden. Eltern sollen außerdem den Umgang des Kindes mit dem Spielzeug kontrollieren und das Kind über den Umgang mit ihren Daten und dem Internet aufklären. Sicherheitsprobleme in dem Spielzeug können an das Projekt Marktwächter der Verbraucherzentrale gemeldet werden. Die Software sollte durch Sicherheitsupdates aktualisiert werden.

#### Hackerangriffe
Bei einem Hackerangriff auf Vtech Holdings im November 2016 wurden durch eine SQL-Injection allein in Deutschland die Daten von rund 900 000 Nutzern gehackt. Insgesamt wurden laut VTech die Daten von 4,8 Millionen Elternkonten und 6,4 Millionen Kinderkonten gehackt. Ein 21-jähriger Mann aus Berkshire wurde für den Hackerangriff zu einer Haftstrafe verurteilt.
Die Daten der Firma CloudPets, die ihre Nutzerdaten in einer Cloud speichert, wurden im Jahr 2017 in Form eines Datenleaks auf Basis einer Sicherheitslücke in der Datenbank veröffentlicht. Insgesamt wurden 820 000 Nutzerkontendaten und 2,2 Millionen Sprachnachrichten veröffentlicht.
Der Kryptologe Matt Jakubowski hackte die Hello Barbie-Puppe und konnte so auf Daten wie Account-IDs, Audiodateien und Netzwerknamen zugreifen. Mit etwas mehr Aufwand ließe sich die Puppe sogar durch eine Serverumleitung fernsteuern und manipulieren. Vorher wurde bereits das gleichbleibende Passwort als kritisch bewertet und eine Anfälligkeit für die Poodle-Sicherheitslücke festgestellt.

#### Rechtliche Bedenken und Handelsverbote
Die Puppe My Friend Cayla wurde im Jahr 2017 von der Bundesnetzagentur aufgrund mangelnden Datenschutzes in Deutschland verboten und vom Markt genommen. Grund dafür ist Verstoß gegen § 90 des Telekommunikationsgesetz, was die Puppe damit unzulässig macht.
Von der Bundesnetzagentur wurden auch einige Kinderuhren verboten, die über eine eingeschränkte Telefonfunktion verfügen und potenziell abgehört werden können.
Nachdem Verbot von My Friend Cayla löschte die Bundesnetzagentur zur selben Zeit 400 Kaufangebote im Internet und führte 160 Verfahren gegen Smart Toys. Vor allem Renate Künast (Bündnis 90/Die Grünen) sprach sich für ein strengeres Vorgehen gegen Smart Toys aus.
Smart Toys unterliegen dem Children’s Online Privacy Protection Act. Der Datenschutz muss durch die im Jahr 2018 in Kraft getretene Datenschutz-Grundverordnung verschärft werden. Trotzdem gibt es in Deutschland wie auch Österreich noch viele rechtliche und ethische Fragen zu klären und Aufklärungsarbeit zu leisten.

#### Sexspielzeug
Der Datenschutz in intelligentem Sexspielzeug wird als besonders kritisch gesehen, da ein Datenleck wegen der Intimität des Verwendungszwecks besonders schwere Folgen haben könnte. Sexspielzeuge können durch Sicherheitslücken ebenfalls gehackt werden. Open-Source-Projekte, wie Internet of Dings oder Buttplug.io, sollten die aktuelle Betriebssoftware durch eine sicherere Software ersetzten.

### Spielwert und Lerneffekte
Viele Smart Toys verlieren schnell an Interesse und Spielwert bei dem Kind, erreichen also keine langanhaltende Polarisation der Aufmerksamkeit und helfen dem Kind auch oft nicht beim Anregen zum Nachdenken, der Kreativität oder der Fantasie. Teilweise nehmen diese Fähigkeiten sogar ab. Auch findet keine Sozialisation statt. Da die Spielzeuge oft teuer sind, können sie, sofern sie das Kind weder unterhalten noch bilden, auch als Fehlinvestition angesehen werden. Pädagogen empfehlen stattdessen oft Baukasten, Bauklötze, Spielzeug der Elementarinformatik wie Lego Mindstorms, Toys-to-life mit bildendem Charakter, Lerncomputer und klassische Puppen als „pädagogisch wertvoll“. Smart Toys sollen nicht als Ersatz für Erfahrungen im echten Leben konzipiert werden. Nach Stevanne Auerbach sollen Kinder mit dem Spielzeug spielen und nicht das Spielzeug mit dem Kind.
Auf der anderen Seite bieten Smart Toys oft viele Möglichkeiten zur Interaktion mit der Umwelt, ermöglichen ein dynamisches Storytelling und die Auseinandersetzung mit Multimedia, Informationen, Werten und Sprache, die wichtig für die kindliche Entwicklung ist. Smart Toys können also eine Unterstützung für die kognitive Entwicklung und bedingt auch für die soziale Entwicklung sein. Smart Toys dürfen das Kind aber nicht überfordern und müssen einfach zu bedienen sein.

## Smart Toys in der Fiktion
Smart Toys werden in Filmen meist als Spielzeug verwendet, das lebendig wirkt und menschliche Züge aufweist. Sie sind allerdings abzugrenzen von Werken, bei denen Spielzeug durch Magie und nicht Technologie lebendig wird.
In Horrorfilmen wird das Spielzeug meist böse und entwickelt das Bedürfnis zu töten. Das Konzept der Mörderpuppe ist aber weit älter als das Verständnis von Smart Toys und geht eher auf Exorzismus oder Voodoo als auf eine Technologie zurück. Auch Puppen und Spielzeug, das im Fantasy-Genre lebendig wird, gibt es schon länger, zum Beispiel durch die Figur Pinocchio. Eine künstliche Intelligenz, die außer Kontrolle gerät, kam stattdessen bereits häufig in Roboter-Filmen vor.
Beispiele für Smart Toys in der Fiktion sind:
- Black Mirror: Rachel, Jack und Ashley Too (Staffel 5, Folge 3): Eine Kopie des Geistes der fiktiven Popsängerin Ashley O wird durch Mind uploading in eine Kinderpuppe übertragen.[42]
- Tatort: Wir kriegen euch alle: „Senta, die Mörderpuppe“ ist ein vermeintlich intelligentes Spielzeug, das mit dem Mord der Eltern eines Kindes zusammenhängt.[43]
- Child’s Play (2019): Chucky die Mörderpuppe ist nicht wie in den Vorgängern durch Magie zum Leben erwacht, sondern ist eine künstliche Intelligenz, die nicht mehr zwischen gut und böse unterscheiden kann.[44]